# Ellen Jabour
Ellen de Sousa Jabour Alvarenga ( Rio de Janeiro , 14 de dezembro de 1977) é uma  e apresentadora e  modelo brasileira.

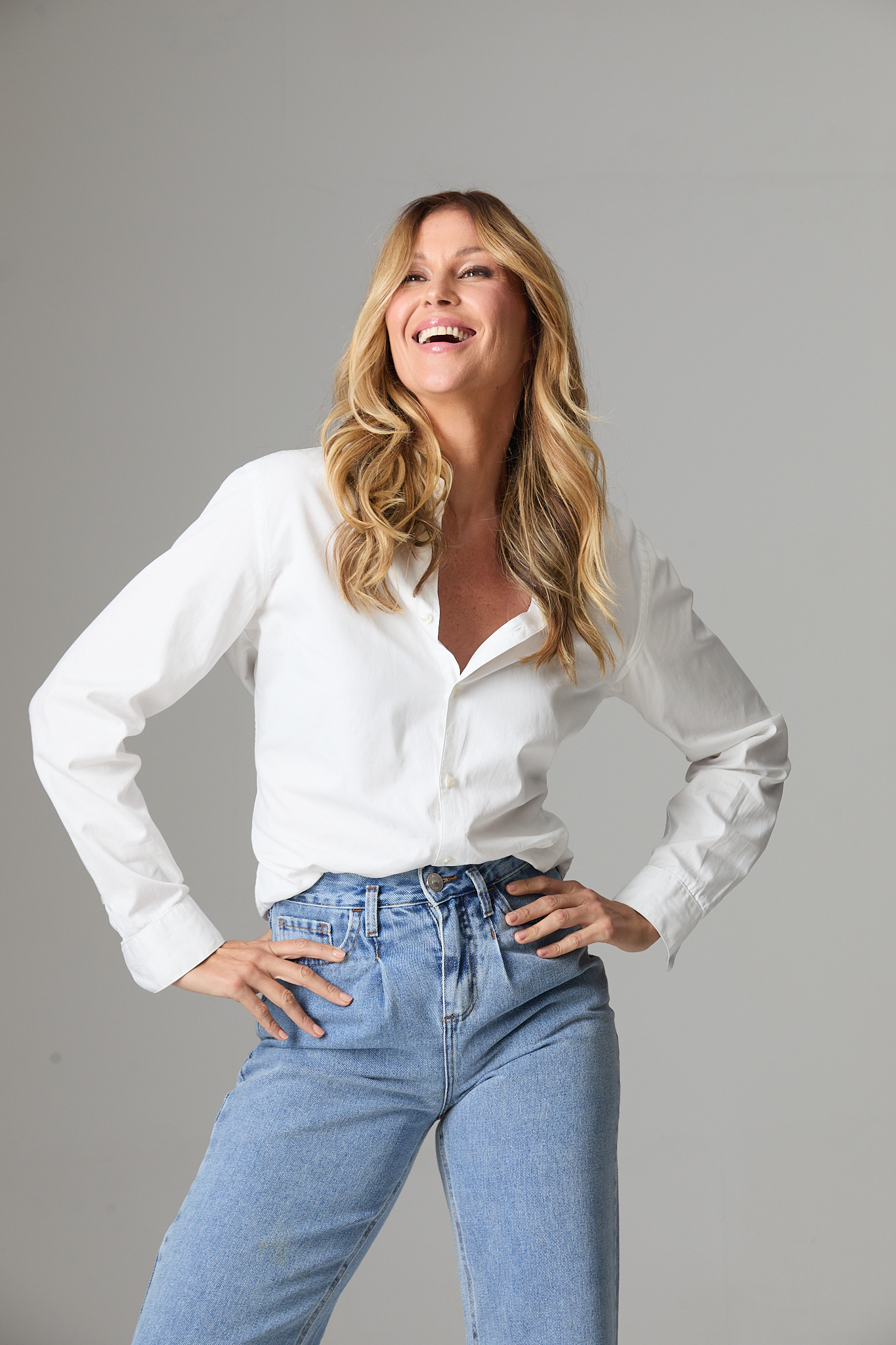
Ellen Jabour para o fotografo Fael Gregorio, ensaio 2025 para LOWE Digital

## Carreira
Em 1991, aos treze anos, foi descoberta por um produtor de moda ao participar de concurso de beleza onde foi eleita "Garota Alternativa", num campeonato mundial de surf. Assinou com a Ford Models e morou em diversos cidades como Londres, Nova Iorque e Tóquio para modelar. Em 1995 participou do videoclipe da música "Sou como um rio", do grupo português Delfins, filmado no Rio de Janeiro por Kiko Araújo. Participou também do clipe da música "How You Are Gonna See Me Now" da banda mineira de rock Easy Rider. O seu primeiro trabalho na televisão foi o comando do programa Revista Celebridades, do canal a cabo Multishow, que lhe rendeu um contrato na Rede Globo, sendo repórter do programa Vídeo Show de 2006 a 2008. Depois veio sua participação no primeiro capítulo da telenovela Cobras & Lagartos, onde atuou como ela mesma, e na sequência viveu a personagem Suzi na minissérie Poeira em Alto Mar.
Em setembro de 2008, estreou no SBT apresentando o programa Olha Você ao lado de Alexandre Bacci, Claudete Troiano e Francesco Tarallo.  Em 2009, fechou contrato com a Fashion TV Brasil, para apresentar o programa Estilo Brasil e fez a cobertura do Fashion Rio na última temporada de moda. Em 2011, passou a trabalhar na MTV Brasil como VJ, estreando na emissora com o Top 10 MTV. Em 14 de setembro do mesmo ano, estreou o novo programa do canal, Luv MTV, deixando o comando do Top 10 MTV.

## Controvérsia
Em 2004, Seu pai, o lobista Jaisler Jabour de Alvarenga, suspeito de participar de fraudes nas licitações da Saúde, foi denunciado pelo Ministério Público por formação de quadrilha, fraude a licitações, corrupção ativa e lavagem de dinheiro. Ellen, colocada como sócia do pai na empresa ITCLab junto com a irmã Kelly, assinou cheques em valores de um milhão de reais e também foi chamada a prestar esclarecimentos sobre sua real participação na sociedade familiar e no caso investigado, suspeitas de terem sido usadas pelo pai como "laranjas" na empresa.Mas no final das investigações e provas,  nem ela nem a irmã fizeram parte da lista dos 33 denunciados por corrupção e formação de quadrilha da Procuradoria-Geral da República do Ministério Público Federal.

## Vida pessoal
De ascendência libanesa, Ellen foi namorada do ator Rodrigo Santoro entre 2004 e 2008. Atualmente, namora o músico Jonathan Correa.
Fala português brasileiro como língua materna e também um pouco de inglês e francês porque estudou três vezes na França.

## Filmografia

### Televisão
| Ano       | Título                   | Cargo         |
| --------- | ------------------------ | ------------- |
| 2002–2004 | Revista das Celebridades | Apresentadora |
| 2005      | Verão Total              | Apresentadora |
| 2006–2008 | Vídeo Show               | Repórter      |
| 2008–2009 | Olha Você                | Apresentadora |
| 2009–2010 | Estilo Brasil            | Apresentadora |
| 2011      | Top 10 MTV               | Apresentadora |
| 2011–2012 | Luv MTV                  | Apresentadora |
| 2012      | Amor de Praia MTV        | Apresentadora |
| 2012–2013 | Luau MTV                 | Apresentadora |

### Internet
| Ano  | Título                 | Cargo         |
| ---- | ---------------------- | ------------- |
| 2015 | Ellen Drops            | Apresentadora |
| 2015 | Descobrindo o Mundo    | Apresentadora |
| 2016 | Totalmente Austrália   | Apresentadora |
| 2024 | Pod Ellen 1ª Temporada | Apresentadora |
| 2025 | Pod Ellen 2ª Temporada | Apresentadora |